# Скворцов, Анатолий Дмитриевич
Анатолий Дмитриевич Скворцов (15 июня 1917, Березино, Вологодская губерния — 29 марта 2007, Архангельск) — советский игрок в хоккей с мячом и с шайбой, тренер. Заслуженный тренер РСФСР (1967).

## Биография
В детстве вместе с семьёй переехал в Архангельск. Занимался многими видами спорта — футболом, хоккеем с мячом, волейболом, входил в сборную Архангельска. В хоккее с мячом в 1933—1938 годах выступал за «Северный водник»/«Моряк».
В 1938 году призван на военную службу, служил на Тихоокеанском флоте. 
В 1943—1945 годах участвовал в конвоях по доставке грузов из США и Канады. Награждён медалями «За победу над Германией» и «За победу над Японией», Орденом Отечественной войны II степени (1985). Во время службы также участвовал в спортивных соревнованиях в составе команды ТОФ, победитель первенства флотов по футболу (1945), неоднократный обладатель Кубка Приморского края.
После демобилизации вернулся в Архангельск и присоединился к спортивному обществу «Водник». В сезоне 1946/47 участвовал в первом чемпионате СССР по хоккею с шайбой, входил в тренерский совет команды. Позднее также играл в хоккей с шайбой за архангельский «Спартак». Также в этот период тренировал коллективы физкультуры по футболу и хоккею.
В составе «Водника» много лет выступал в чемпионате СССР по хоккею с мячом, был капитаном и играющим тренером команды. В чемпионатах страны сыграл более 50 матчей. Финалист Кубка РСФСР (1951). Завершил игровую карьеру в 39-летнем возрасте.
Около 20 лет с перерывами (1955—1971, 1975—1977) работал главным тренером «Водника». Лучший результат клуба под его руководством — четвёртое место в высшей лиге в сезоне 1964/65. Награждён званием «Заслуженный тренер РСФСР» (1967). Среди его воспитанников — ряд игроков сборных СССР и РСФСР.
Также был арбитром соревнований по хоккею с мячом, имел республиканскую категорию (1965).
Скончался 29 марта 2007 года на 90-м году жизни. Похоронен на архангельском кладбище «Южная Маймакса». На стадионе «Труд» (Архангельск) в 2009 году открыта мемориальная доска.